# Ludwig Doerr

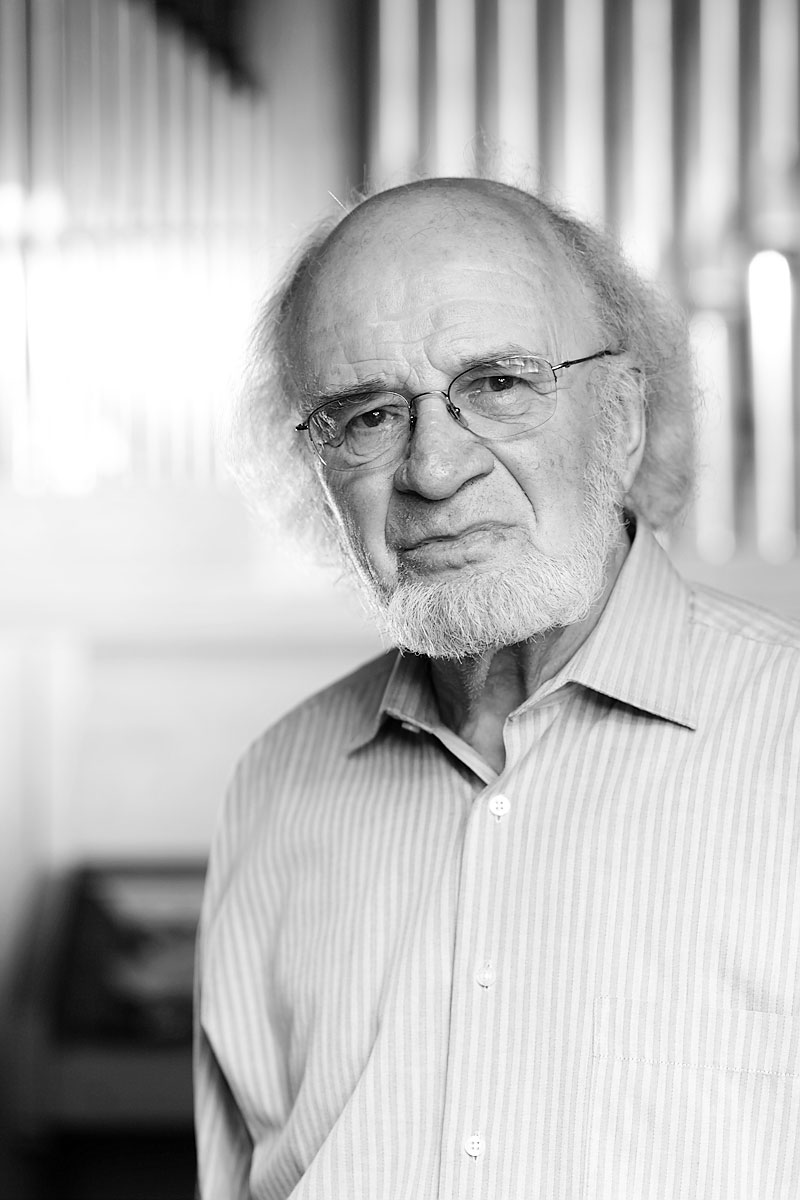
Ludwig Doerr an seinem 85. Geburtstag (2010)

Ludwig Doerr (* 12. Juli 1925 in Speyer; † 30. Juni 2015 in Freiburg im Breisgau) war ein deutscher Organist und Musikpädagoge.

## Leben
Sein Studium an der Hochschule für Musik in Köln und der Hochschule für Musik und Darstellende Kunst in Stuttgart – unter anderem bei Anton Nowakowski und Karl Marx – schloss er mit dem A-Examen für Kirchenmusik und der Konzertreifeprüfung für Orgel ab. 1950 gewann er beim internationalen Bach-Wettbewerb in Leipzig den Bach-Preis.
1952 wurde Doerr Domorganist in Speyer; zusätzlich unterrichtete er als Lehrbeauftragter Orgel am Bischöflichen Kirchenmusikalischen Institut Speyer, an der Pädagogischen Hochschule in Landau und (von 1964 bis 1971)  an der Staatlichen Hochschule für Musik in Saarbrücken. Von 1971 bis zu seiner Emeritierung 1990 hatte er eine Professur für Orgel an der Staatlichen Hochschule für Musik in Freiburg im Breisgau und wirkte zugleich als Domorganist am Freiburger Münster. Er hatte ein hohes Ansehen als hervorragender Improvisator. Im Sommer des Bach-Jahres 1985 präsentierte er im Freiburger Münster Bachs gesamtes Orgelwerk, verteilt auf 16 Abende.
Aus seiner Orgelklasse gingen zahlreiche bekannte Organisten hervor, darunter Wolfgang Baumgratz, Hannfried Lucke, Joachim Krause und Christoph Schoener.
1993 wurde Ludwig Doerr der Oberrheinische Kulturpreis verliehen.

## Ehrungen
- 1995: Komtur des Ordens vom Heiligen Papst Silvester[2]

## Diskografie
- Das Orgelportrait: Die Wolfgang Scherpf-Orgel des Doms zu Speyer / Orgel: Domorganist Ludwig Doerr. Werke von Rheinberger, Mendelssohn Bartholdy, Reger. Psallite 1968
- Science Fiction For Big Organ (1969) / Ludwig Doerr an der Orgel des Kaiserdoms zu Speyer. MPS 14 273
- Historische Orgeln am Oberrhein / Ludwig Doerr den Orgeln in Allmannsweier, Meißenheim, Klosterkirche Offenburg und Ettenheimmünster. Werke von Walther, Kellner, Mozart, Guilain. Christophorus-Verlag, Freiburg.
- Orgelkonzert im Freiburger Münster,  Ludwig Doerr an den vier Münsterorgeln. Werke von Bruhns, Bach Liszt und Improvisationen. Christophorus Verlag, Freiburg.
- Historische Orgeln in Südbaden/ darin: Ludwig Doerr, Improvisation über „Dies irae“, Südwestfunk Landesstudio Südbaden.
- Orgelimprovisation 69 über „Es sungen drei Engel“  darin: Ludwig Doerr an der Orgel der Seminarkirche zu St. Peter Schwarzwald. Christophorus Verlag, Freiburg
- Gregorianische Gesänge & Orgelimprovisationen (1988) Freiburger Münsterschola. Leitung: Anton Stingl jun. An den Münsterorgeln: Ludwig Doerr
- Orgelmusik aus dem Freiburger Münster. Ludwig Doerr an den vier Orgeln des Freiburger Münsters. Werke von Bach, Mendelssohn Bartholdy, Brahms, Liszt und Improvisationen. Mitra Digital (CD 16 235), 1991
- Orgelimprovisationen. Ludwig Doerr improvisiert über „Es sungen drei Engel ein süßen Gesang“ (Barockkirche St. Peter/Schwarzwald, 1969), „Peruanisches Friedenslied“ (Freiburger Münster, 1996), „Der Mond ist aufgegangen“ (Fridolinsmünster Bad Säckingen, 1993) u. a. Booklet-Text von Johannes Adam. Label ORGANpromotion, Horb am Neckar, 2015